# Anversön
Anversön eller Antwerpenön, alternativt Isla Amberes är en ö i Palmerarkipelagen utanför Antarktis. Den upptäcktes av John Biscoe 1832 och döptes 1898 av Belgiska Antarktisexpeditionen under Adrien de Gerlache efter Antwerpen i Belgien. Den ligger sydväst om Brabantön.
På ön hade britterna tidigare en forskningsstation, men den är nu riven. USA:s forskningsstation Palmer Station, som invigdes 1968, används däremot fortfarande.

### Fotnoter
1. ↑  Anvers Island at GeoNames.Org (cc-by); post uppdaterad 2008-01-20; databasdump nerladdad 2015-11-07